# Antiga rectoria (Cornellà de Llobregat)
L'Antiga rectoria és una obra del municipi de Cornellà de Llobregat (Baix Llobregat) inclosa en l'Inventari del Patrimoni Arquitectònic de Catalunya. La Rectoria, que neix com a masia és coneguda des del segle xvi XVI. És fruit d'afegits al llarg del temps i no té una tipologia definida. Des de la restauració alberga l'Arxiu Municipal.

## Descripció
És un edifici de planta, pis i golfes. Fet amb carreus de pedra ben aparellats, l'estil recorda els palauets de tres pisos que apareixen a partir del Renaixement, però amb unes senzilles formes força populars. La mobilitat de la disposició dels carreus que fan de muntants a les finestres és un estilema clarament barroc, que es correspon a l'època de construcció de l'edifici (segle xviii). La restauració i remodelació moderna de l'edifici el ressalta, però l'arrebossat de l'exterior en falsifica l'aparença original. A l'interior, les modificacions són més reeixides, amb estructures funcionals metàl·liques que no trenquen l'harmonia de l'estil original.